# Anders Winding Brorson
Anders Winding Brorson, född den 11 november 1755, död den 30 juni 1833, var en dansk skolledare. 
Brorson föddes i Klim, där hans far, Christian Riese Brorson, var sognepræst. Hans mor hette Dorothea Christine, född Winding. I sitt tionde år miste han sina föräldrar och fick därefter sitt hem hos sin farfar, biskop Broder Brorson i Aalborg, som delvis själv lärde honom de första grunderna i latin. 14 år gammal sattes han i stadens latinskola, från vilken han 1774 sändes till universitetet. År 1778 avlade han teologisk och 1781 filologisk ämbetsexamen, och året efter förvärvade han magistergraden. Brorson fann sin utkomst genom undervisning, särskilt som lärare för en ung människa, med vilken han gjorde en resa genom hela fosterlandet. För övrigt umgicks han många av tidens upplysta män, Rahbek och Pram med flera. År 1784 kallades Brorson till konrektor på Herlufsholm som medhjälpare till den gamle rektorn Bernth, efter vars död han 1804 blev ordinarie rektor. Samtidigt fick han titeln professor, 1811 titeln justitieråd. På Herlufsholm förblev Brorson till sin dödsdag, i 49 år. Han äktade 1785 sin kusin Barbara Nicolette Kynde, född 1755 (döpt 29 augusti), dotter till stiftsprost Ebbe Clemensen Kynde i Aalborg. Efter ett lyckligt äktenskap dog hon den 14 juni 1807, och Brorson var så otröstlig vid förlusten av denna älskvärda hustru, att han endast efter sina vänners inträngande uppmaning lät avhålla sig från att söka avsked. Den 31 december 1816 äktade han hennes syster, Maren Kynde, född 1770, död den 16 oktober 1840. 
Under den långa följd av år, då Brorson var verksam på Herlufsholm, vann han ett namn som en av skolans bästa rektorer, om än åldern självfallet under hans senare år försvagade hans förmåga. Han svek aldrig i sin livsgärning, och skolans och lärjungarnas väl låg honom alltid om hjärtat. Hans sällsynt ädla karaktär vann honom allas aktning, och hans kärlek till eleverna blev besvarad. Dock hade han i sitt väsen något strängt och bjudande, som till en tid kunde hindra större förtrolighet i förhållande till såväl elever som medlärare, men det hade också till följd, att alla hyste obegränsad respekt för "Manden", som han kallades. Man måste både älska och frukta honom, säger Sibbern. Hans medfödda häftighet kunde också understundom dra iväg med honom. Brorson besatt mycken humanistisk bildning. Han hade stor beläsenhet, särskilt inom historie, och sinne för det sköna. Själv hade han i sin ungdom lärt sig att teckna, och den främsta utsmyckningen av hans vackra rektorsbostad utgjordes av goda kopparstick. Musik uppskattade han till sin höga ålderdom. Dessa hans egenskaper gjorde honom också välsedd i hela bygden, för vilken Herlufsholm på den tiden fungerade som ett bildningscentrum. Brorson arbetade flitigt med historien och utgav flera arbeten, huvudsakligen översättningar av nyare tyska verk, samt en fortsättning av Millots världshistoria (4 delar, 1804-1810). Till skolbruk utgav han en del av de latinska klassikerna, liksom han översatte Velleius Paterculus (1804) och Curtius (1808). Av biskop Brorsons psalmer ombesörjde han ett urval (1823). Dessutom var han författare av enstaka latinska tillfällighetsskrifter och avhandlingar. Vetenskapligt värde kan man dock knappast tillerkänna Brorsons arbeten.